# 217
217 (CCXVII na numeração romana) foi um ano comum do século III do Calendário Juliano, da Era de Cristo, teve início a uma quarta-feira  e terminou também a uma quarta-feira, a sua letra dominical foi E (52 semanas)
| Ano completo                        |
| ----------------------------------- |
| Ano comum com início à quarta-feira |

## Eventos
- Eleito o Papa Calisto I, 16º papa, que sucedeu ao Papa Zeferino.

## Mortes
- Papa Zeferino, 15º papa.